# Spaelotis demavendi
Spaelotis demavendi là một loài bướm đêm trong họ Noctuidae.